# Inocutis tamaricis
Espèce
Inocutis tamaricis est une espèce de champignons de la famille des Hymenochaetaceae. C'est un parasite des Tamaris.

## Répartition
Europe du Sud, Afrique du Nord, Syrie, Sénégal, Asie du Sud, Est de la Chine.

## Systématique
Le nom correct complet (avec auteur) de ce taxon est Inocutis tamaricis (Pat.) Fiasson & Niemelä, 1984.
L'espèce a été initialement classée dans le genre Xanthochrous sous le basionyme Xanthochrous tamaricis Pat., 1904.
Inocutis tamaricis a pour synonymes :
- Inonotus tamaricis (Pat.) Maire, 1938
- Polyporus tamaricis (Pat.) Sacc. & D. Sacc., 1905
- Xanthochrous rheades subsp. tamaricis (Pat.) Bourdot & Galzin, 1925
- Xanthochrous tamaricis Pat., 1904